# Forbidden Plateau
Das Forbidden Plateau ist eine kleine, hügelige Hochebene im östlichen Teil der Vancouver Island Ranges in British Columbia. Es befindet sich nordwestlich vom Comox Lake ungefähr zwischen dem Mount Albert Edward im Südwesten und dem Mount Washington (Standort des Mount Washington Alpine Resort) im Nordosten. Das Plateau liegt überwiegend im Comox Valley Regional District.
Am  23. Juni 1946 um 10:13 (PDT) lag unter dem Forbidden Plateau das Epizentrum des Erdbebens von Vancouver Island, welches eine Magnitude von 7,3 erreichte und das bisher stärkste sicher gemessene Erdbeben auf der Insel war.

## Beschreibung
Das sanft abfallende subalpine Gelände wird durch kleine, schroffe Hügel unterbrochen und ist mit kleinen Seen versehen. Viele von ihnen befinden sich innerhalb des Strathcona Provincial Park, und ein Netzwerk von Wanderwegen erleichtert das Wandern, den Skilanglauf und den Zugang zum Mount Albert Edward. Eine subalpine Wiese am Mount Beecher in der südwestlichen Ecke des Plateaus ist der einzige Ort in Kanada, wo der Olympic onion (Allium crenulatum), eine Lauch-Art, wächst.

## Die Legende
Als die K’ómoks (besser unter dem Namen Comox bekannt) Räuber von anderen Küstenstämmen erspäht hatten, brachten sie ihre Frauen und Kinder zu ihrer Sicherheit auf diese Hochebene. Einmal, während eines Überfalls durch die Cowichan, waren die Frauen und Kinder spurlos verschwunden. Als ein Mitglied des Stammes die Frauen und Kinder auf dem Forbidden Plateau suchen wollte, fand er rote Flecken im Schnee und auf einem nahen Felsen und er nahm an, dass das Blut von den Familienmitgliedern stammte. Seitdem war die Hochebene ein Tabu, denn es bestand der Glaube, dass die Hochebene von bösen Geistern bewohnt sei, die diejenigen verzehren würde, die die Frauen und Kinder gesandt hatten.

## Galerie

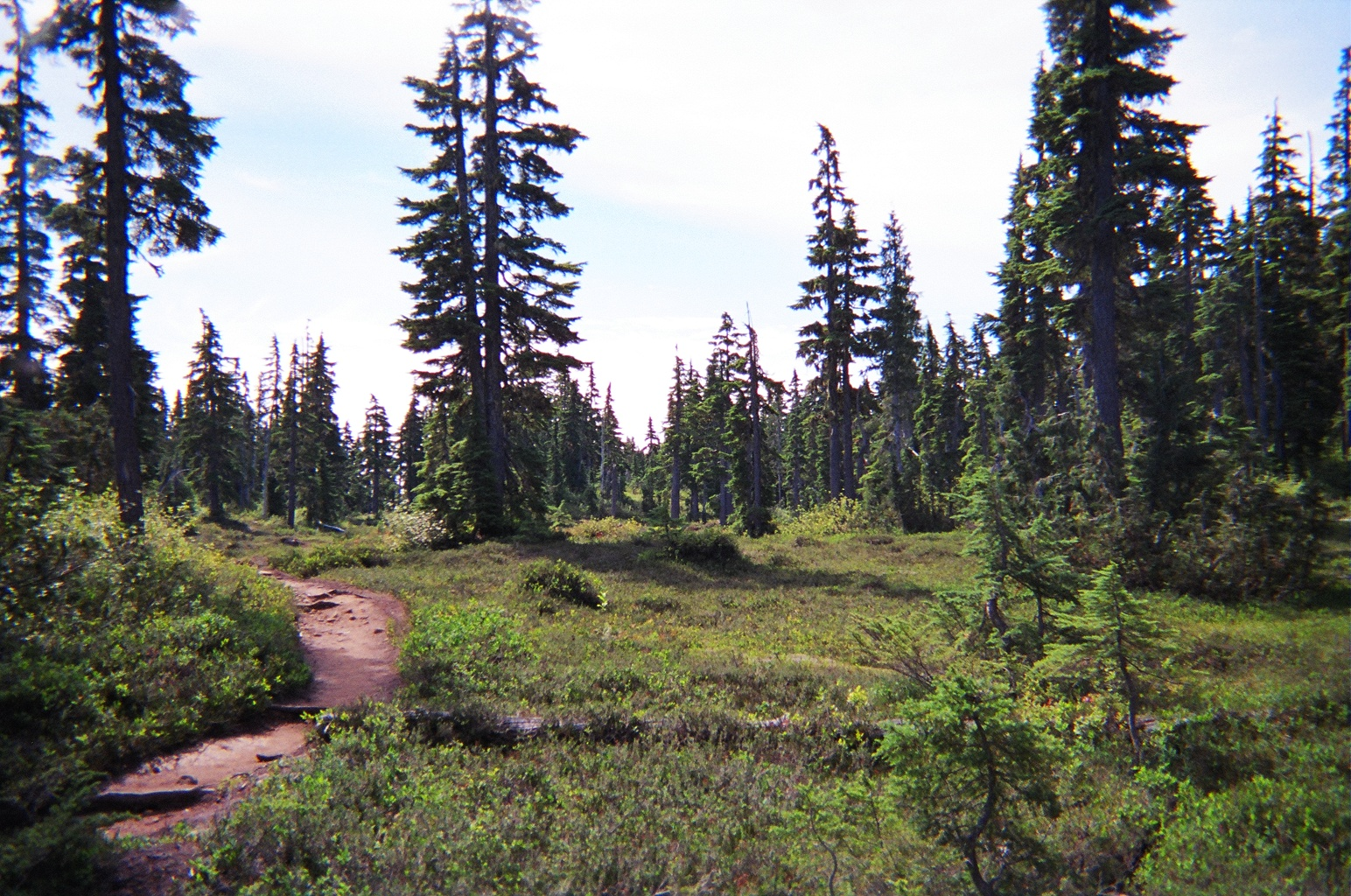
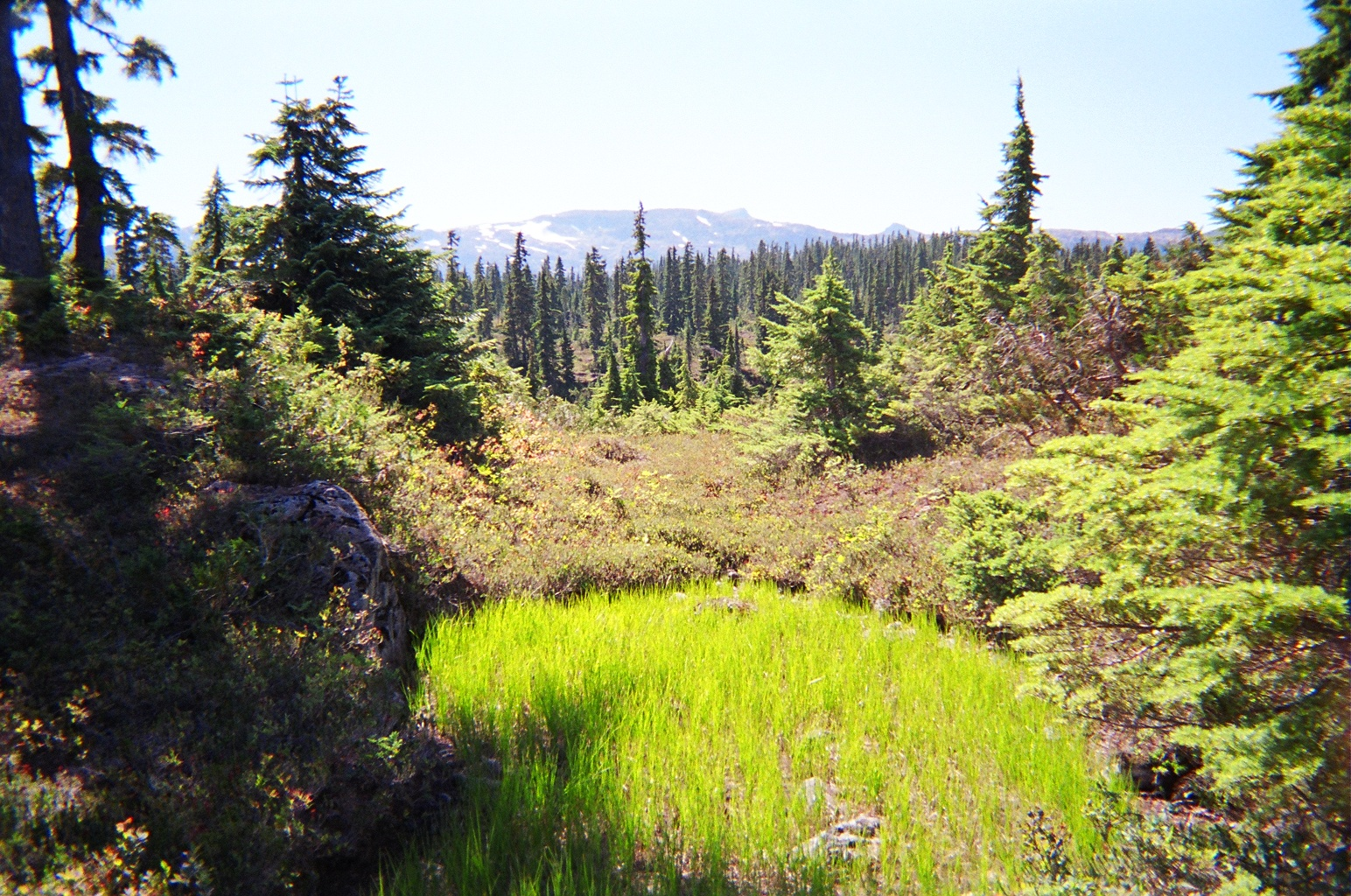
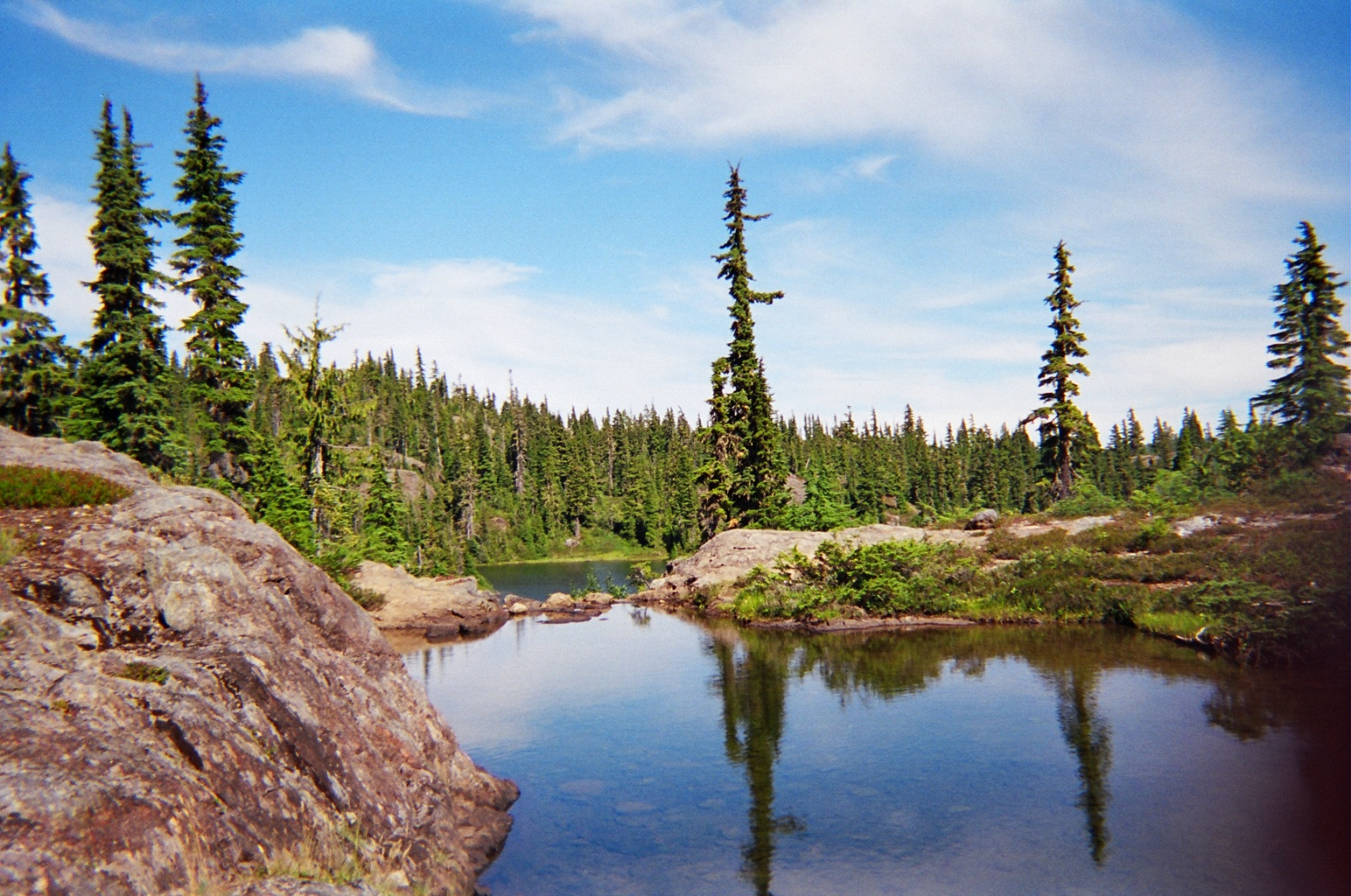
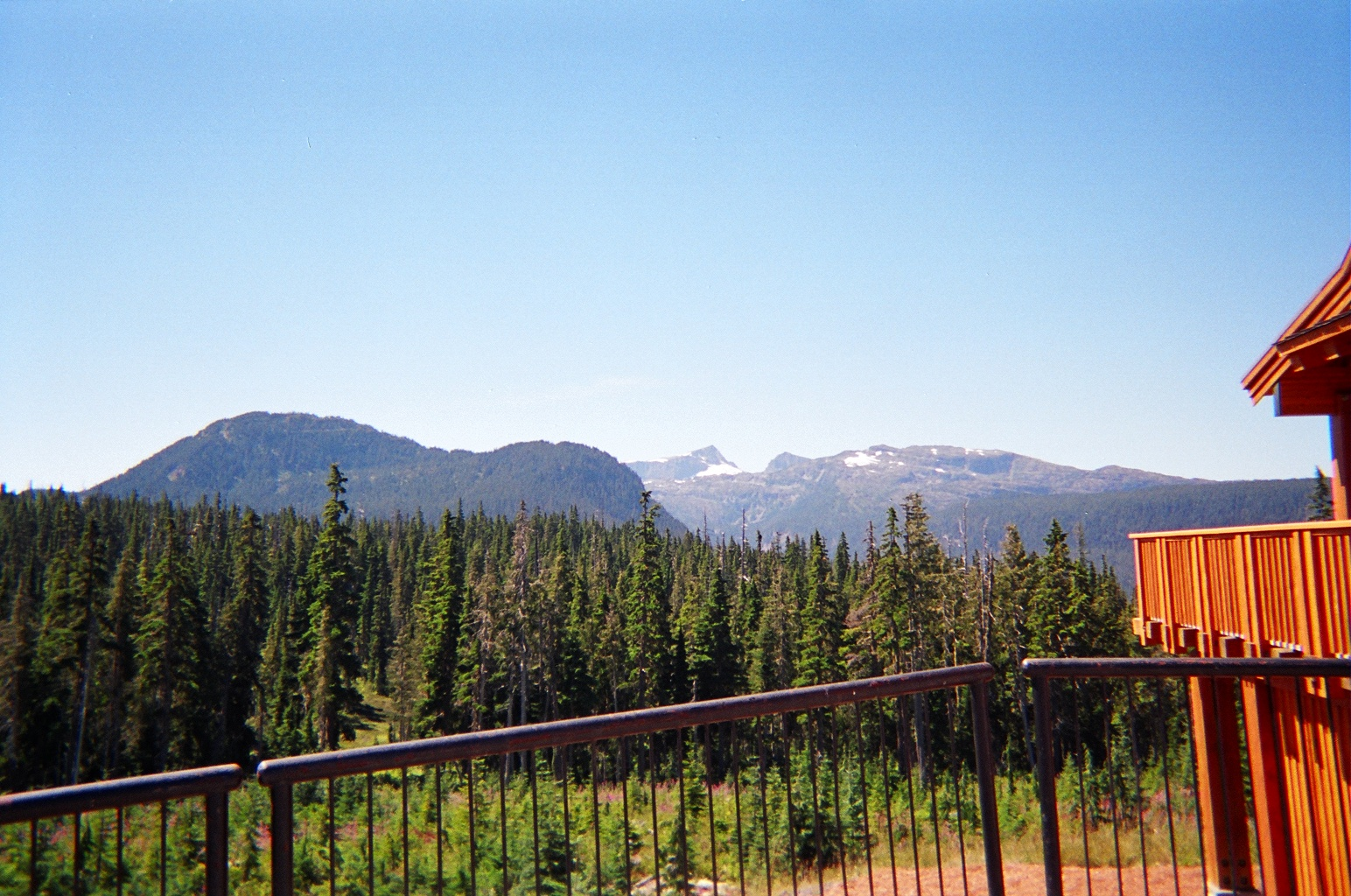